# Philippine Span Asia Carrier Corporation
Die Philippine Span Asia Carrier Corporation, vormals Sulpicio Lines Inc. ist das größte philippinische Schifffahrtsunternehmen mit Hauptsitz in Cebu City. Die wichtigsten angelaufenen Häfen sind Manila und Cebu. Angelaufen werden auch Baybay City, Butuan, Cagayan de Oro, Catbalogan, Cotabato City, Davao City, Dipolog City, Dumaguete, Iligan City, Iloilo City, Maasin, Masbate City, Ormoc, Ozamis, Puerto Princesa, Surigao, Tacloban, Tagbilaran und Zamboanga City. Seltener bedient werden Calubian, Coron, Dadiangas, Estancia, Jagna, Nasipit, Naval und Palompon.
Sulpicio Lines besitzt derzeit folgende Schiffe:
- Cagayan Princess
- Cebu Princess
- Cotabato Princess
- Dipolog Princess
- Filipina Princess
- Palawan Princess
- Princess of Paradise
- Princess of the Carribbean
- Princess of the Earth
- Princess of the Ocean
- Princess of the South
- Princess of the Universe
- Tacloban Princess

Seit 1987 sind vier Schiffe der Sulpicio Lines in größere Unglücke verwickelt worden. Nach dem letzten Unglück am 22. Juni 2008, bei dem über 700 Menschen ums Leben kamen, wurden zunächst alle Passagierschiffe der Sulpicio Lines bis auf weiteres stillgelegt. Nur die Frachtschiffe des Unternehmens verkehrten weiter nach Fahrplan. Zunächst waren Meldungen laut geworden, nach denen der Sulpicio Lines die Passagierlizenz komplett entzogen werden sollte,. jedoch wurde 2011 der Passagierbetrieb z. B. zwischen Cebu und Manila wieder aufgenommen
- MV Doña Paz, 20. Dezember 1987 – 4.386 Tote, darunter 4.317 Passagiere und 58 Besatzungsmitglieder der Doña Paz. Es handelt sich hierbei um das größte Schiffsunglück zu Friedenszeiten.
- MV Doña Marilyn, 1988 – 300 Tote
- MV Princess of the Orient, 18. September 1998 – 150 Tote
- MV Princess of the Stars, 22. Juni 2008 – zwischen 700 und 800 Tote[3].